# Parque da Saúde de Lisboa
O Parque de Saúde de Lisboa é um jardim em Lisboa.

## Descrição
O Parque de Saúde de Lisboa, conhecido por Hospital Júlio de Matos (HJM) e mais recentemente por Centro Hospitalar Psiquiátrico de Lisboa (CHPL), na sequência da integração com o Hospital Miguel Bombarda (HMB), é um espaço onde se encontram várias instituições públicas da área da saúde. O espaço inicialmente pertencente ao HJM, inclui plantas de edifícios que datam de 1914. Neste parque murado e rodeado de um parque botânico ímpar, além dos vários serviços e enfermarias psiquiátricas, estão também instaladas diversas instituições. Entre estas instituições destacam-se:
- Associação Nacional de Doentes com Artrite Reumatóide (ANDAR).
- Casa do Parque do Hospital Dona Estefânia.
- Centro de Atendimento de Toxicodependentes (CAT) das Taipas.
- Escola Superior de Enfermagem de Lisboa - ESEL (encerrada no 2013/2014).
- Fundação do Gil.
- Infarmed - Autoridade Nacional do Medicamento e Produtos de Saúde.
- Instituto Português do Sangue e da Transplantação, I.P.
- Serviço de Utilização Comum dos Hospitais (SUCH).
- Unidade de Alcoologia de Lisboa.
- Administração Central do Sistema de Saúde (ACSS IP).
- Associação Humanidades (IPSS) Centro de apoio a jovens grávidas e mães e CRECHE

Centro de Saúde de Alvalade com duas unidades funcionais:
- Unidade de Saúde Familiar Alvalade
- Unidade de Saúde Familiar do Parque.